# حمله مچ
حمله مچ کشتاری بود که در تاریخ ۱۴ جدی/دی ۱۳۹۹ به وقوع پیوست. در این کشتار ۱۰ تن از کارگران هزاره که در معدن زغال سنگی در کویته پاکستان کار می‌کردند توسط اعضای داعش سر بریده شدند.

## جزئیات
مهاجمان در شب شنبه ۱۳ جدی (دی) به گروهی از کارگران معدن زغال‌سنگ در شهر «مچ» در نزدیکی کویته مرکز ایالت بلوچستان حمله کرده و پس از ربودن، آن‌ها را به مناطق کوهستانی اطراف بردند. مهاجمان پس از شناسایی افرادی را که به عنوان هزاره شناسایی کرده بودند را به قتل رساندند و بقیه کارگران را آزاد کردند. شش تن از معدن چیان در همان محل جان سپردند و پنج تن دیگر بر اثر جراحت‌های عمیق جان خود را در بیمارستان از دست دادند. این کشتار در ۴۸ کیلومتری شرق کویته در منطقه مچه در نزدیکی بولان، مرکز ایالت بلوچستان پاکستان رخ داده‌است. مقامات امنیتی به خبرگزاری فرانسه گفته‌اند که مهاجمان ابتدا این معدن چیان را جدا کرده و سپس دست و پاهای‌شان را بستند تا برای کشتن به تپه‌ها ببرند. دستکم ۴ تن از معدن چیان هزاره سر بریده شده‌اند. هفت تن از قربانیان این کشتار از هزاره‌ ای های افغانستان بودند و پیکر برخی از آنان برای تدفین به افغانستان فرستاده شده‌اند.

## تحصن
معترضان هزاره هشت تابوت از اجساد افراد کشته شده را با خود حمل کرده و یک مسیر در حومه شهر کویته را مسدود کردند و خواستار تأمین عدالت شدند. تحصن‌کنندگان که سه هزار تن برآورد می‌شوند با مسدود کردن جاده‌ای در حومهٔ شهر کویته اعلام کردند تا زمانی که عمران خان به دیدار آنان نرود و ضمانت‌های امنیتی لازم را به آنان ندهد مردگان خود را به خاک نخواهند سپرد. چندین روز پس از تحصن مردم، عمران خان با خانواده قربانیان کشته شده این حمله دیدار کرد. وی در این دیدار مدعی شده‌است که دستگاه‌های امنیتی پاکستان به او اطلاع دادند که هند می‌خواهد خشونت فرقه‌ای را با کشتن محققان شیعی و سنی افزایش دهد. وی همچنین گفت که این حادثه بخشی از یک بازی بزرگتر و گامی است در جهت گسترش خشونت در کشور.

## واکنش‌ها
- عمران خان با ابراز انزجار این جنایت را محکوم کرده و از ارتش کشور خواستار مجازات عاملان این کشتار شد.[۱]
- آغا داوود، رئیس کنفرانس شیعه بلوچستان اعلان کرد تا زمانی که همه قاتلان گرفتار نشوند، به تظاهرات خود پایان نخواهند داد.[۹]
- دفتر شورای امنیت ملی افغانستان، این رویداد را محکوم کرده و خواهان دادگاهی شدن عاملان آن شده‌است. شورای امنیت ملی افغانستان با نشر اعلامیه‌ای گفته‌است: «حکومت افغانستان خواهان بررسی همه‌جانبه و به دادگاه کشیدن عاملان این حادثه بوده و حاضر است تا در این خصوص با حکومت پاکستان همکاری لازم را انجام دهد. از سوی دیگر، در اعلامیه آمده‌است که دفتر شورای امنیت ملی با خانواده‌های قربانیان این کشتار در تماس بوده و بر اساس درخواست آنان برای انتقال اجساد قربانیان به ولایت دایکندی امکانات هوایی را تنظیم می‌کند».[۱۱]
- حسین نوری همدانی و سید محمدعلی علوی گرگانی از مراجع تقلید شیعه در پیامی کشتار شیعیان پاکستان را محکوم کردند.[۱۲][۱۳]
- برخی از دانشجویان ایرانی برای عرض تسلیت همدلانه در پی کشتار کارگران هزاره توسط داعش، مقابل سفارت پاکستان در تهران تجمع کردند.[۱۴]
- جامعه مدرسین حوزه علمیه قم با صدور بیانیه‌ای جنایت وحشیانه داعش در کشتار خونین شیعیان ایالت بلوچستان پاکستان را محکوم کرد.[۱۵]
- سخنگوی وزارت امور خارجه ایران قتل‌عام کارگران معدن در ایالت بلوچستان پاکستان توسط گروه تروریستی داعش را محکوم کرد.[۱۶]

## مسئولیت
داعش مسئولیت این حمله را بر عهده گرفته‌است.

## برای مطالعهٔ بیشتر
- کشتار کارگران هزاره در پاکستان؛ 'همه مردان خانواده ما کشته شدند'